# Sena da Silva
António Martins Sena da Silva (Lisboa, 24 de Janeiro de 1926 - 26 de Setembro de 2001), designer, arquitecto, artista plástico, fotógrafo, cronista, pedagogo e empresário, foi um dos principais divulgadores do design em Portugal.

## Vida e Obra
Sena da Silva exerceu, desde os dezasseis anos de idade, profissões nos mais vários ramos: correspondência comercial em línguas estrangeiras, traduções de romances policiais, publicidade (cartazes, textos e grande diversidade de anúncios), design gráfico (embalagens, logotipos, marcas, modelos, etc.), ilustrações para livros e revistas, cenários e figurinos para teatro e cinema, poesia, decorações, carroçarias e visuais para autocarros, pinturas murais, fotografia, pavilhões para exposições e feiras, design de mobiliário, arquitectura e trabalhos de arquitectura, administração empresarial, artigos e ensaios para revistas e jornais e docência como professor de tecnologia de pintura decorativa e desenho de mobiliário, arquitectura de interiores, técnicas de comunicação visual, geometria e design, sucessivamente na Escola António Arroio, na Sociedade Nacional de Belas Artes, na Escola Superior de Belas Artes de Lisboa, na Fundação Ricardo do Espírito Santo Silva e no Curso Superior de Arquitectura da Árvore no Porto. Ganhou primeiros prémios em todos os concursos a que concorreu (cartazes, embalagens, pavilhões para feiras, pintura).

### Design
Em 1950, começou a escrever, na revista Arquitectura, os primeiros artigos sobre design publicados em Portugal, numa altura em que pela Europa já era reconhecida a escola de Ulm, seguidora da Bauhaus. No domínio da teoria do design assumiu forte protagonismo; com a frase "Portugal precisa de design" caracterizou de forma sábia e pertinente as inquietações, desejos e necessidades de entendimento e aplicação da disciplina.
A ele se deve a criação do Centro Português de Design, do qual foi Presidente entre 1989 e 1994, tendo concertado esforços para a construção do edifício sede e iniciado a publicação do periódico Cadernos de Design, a par da tradução e edição de diversos títulos de referência e a realização de eventos, colóquios e conferências que levaram o design aos mais diversos públicos. Também colaborou na revista  Arte Opinião  (1978-1982) e ainda na  revista luso-brasileira Atlântico .
O Troféu Sena da Silva, desenhado pelo próprio, foi instituído em 1991 pelo Centro Português de Design para as edições bi-anuais dos Prémios Nacionais de Design, dirigidos a empresas, instituições e Designers e dos Prémios Carreira atribuídos a profissionais cujos percursos são referência no design português.

### Fotografia
Começou a fotografar, por motivos profissionais, em finais da década de quarenta, quando se dedicava a registar as peças defeituosas de motores de camiões para ilustração de relatórios técnicos da empresa A.A. Silva / Autosil.
Em 1956, o seu interesse por este meio de expressão levou-o a desenvolver uma série sobre Lisboa destinada a publicação pela Guilde du Livre, da Suíça, projecto não concretizado. Em anos posteriores aplica a imagem fotográfica ao desenho de capas de livros da Editora Ulisseia.
Realizou, no início dos anos 60, uma intervenção fotográfica mural numa coluna do Hotel Florida, projectado pelo arquitecto Jorge Ferreira Chaves.
A fotografia manteve-se no centro das suas atenções ao longo das décadas seguintes, embora com pouco reconhecimento público até à realização da exposição Fotografias, 1956/57, promovida pela Galeria Ether, Lisboa, em 1987. A sua obra neste campo foi revisitada na exposição de carácter retrospectivo Sena da Silva – uma retrospectiva, acompanhada de catálogo, produzida pela Fundação de Serralves, Porto, em 1990.

### Arquitectura
Na arquitectura, Sena destacou-se pelo interesse em estruturas efémeras para feiras industriais e exposições e pela concepção de edifícios escolares.